# Rastsvetaevite
La rastsvetaevite è un minerale appartenente al gruppo dell'eudialite.